# Srbosjek
Srbosjek (literalment, talla serbis serbocroata) és el mot amb el que va ser conegut un ganivet utilitzat pels ústaixes durant la Segona Guerra Mundial per l'assassinat ràpid dels presoners en els camps de concentració nazis i de l'Estat Independent de Croàcia (NDH), en particular al camp de concentració de Jasenovac. Les principals víctimes en van ser els serbis, els jueus, i els gitanos, i un nombre considerable de musulmans i croats de la resistència partisana o anti-feixista. El ganivet va ser fabricat durant la Segona Guerra Mundial per la fàbrica alemanya Gebrüder Grafrath de Solingen-Widderit sota comanda especial del govern croat. Gebrüder Grafrath va ser adquirida el 1961 per la companyia Hubertus Solingen.
La part superior de la srbosjek estava feta de cuir, com una mena de guant, dissenyats per usar-se amb el dit polze a través forat, de manera que només la fulla sortia de la mà. Era corbat, de 12 cm de llarg per la vora del costat còncau. El ganivet estava lligada a una placa de coure es va inclinar oval, mentre que el plat estava lligada a una polsera de cuir gruixut. A la part de cuir hi havia la inscripció Gräwiso i per això també se'l coneixia com a graviso. La fulla es corbava amb la finalitat de facilitar el tall del coll de la víctima, seguint la curvatura del coll. Així, el ganivet Srbosjek va ser dissenyat per a matar el més ràpid possible i amb la menor fatiga possible.
Al camp de concentració de Jasenovac s'arribà a organitzar una competició dels oficials ústaixes usant el srbosjek. El guanyador fou Petar Brzica, que va degollar 1360 presos en una nit.